# TT33
La tombe thébaine TT 33 est située dans la nécropole d'el-Assasif, sur la rive ouest de Louxor (anciennement Thèbes), en Égypte, non loin de la vallée des Rois.
Cette sépulture appartient à Padiamenopé (grec : Pétaménophis), « prêtre-lecteur et chef », un intellectuel qui vivait au VIIe siècle avant notre ère. Sa tombe est datée de la fin de la XXVe ou du début de la XXVIe dynastie.

## Description
Les dimensions gigantesques de cette tombe et la personnalité de Padiaménopé constituent un véritable mystère et intriguent les égyptologues. Située non loin du site de Deir el-Bahari, dotée d'une enceinte monumentale couvrant une superficie de plus de 9 000 m2, elle dépasse par ses dimensions celles des plus illustres pharaons.
Elle se compose de vingt-deux chambres, reliées par de longs corridors et réparties sur quatre niveaux s'enfonçant jusqu'à vingt mètres au-dessous du niveau du sol. Ses parois sont couvertes de textes écrits en hiéroglyphes (plus de 2 600 m2 de surface inscrite ou décorée). La tombe conserve sur ses murs la quasi-totalité des textes funéraires égyptiens connus jusqu'alors, et mérite à ce titre l'appellation de « tombe-bibliothèque ».
À la fin du XIXe siècle, l'égyptologue Johannes Dümichen consacra plusieurs volumes à la publication des textes. Pour autant, la majeure partie de la tombe reste à éditer.
Longtemps utilisée comme magasin par le Service des antiquités égyptiennes, la tombe fait l'objet, en 2004-2005, de deux longues campagnes de déménagement et d'inventaire des antiquités qui y étaient entreposées. C'est  l'œuvre d'une collaboration entre l'Institut français d'archéologie orientale (Ifao) et l'université Marc Bloch de Strasbourg. Une fois le monument vidé, la porte murée menant à la salle IV (afin de protéger le magasin) a pu être ouverte en décembre 2005. La copie des textes (épigraphie) a débuté en 2006.
La « Mission épigraphique française dans la tombe de Padiaménopé » copie, édite et traduit les textes du monument. Elle est le fruit d'une collaboration entre l'Ifao, l'université de Strasbourg et l'université Paul Valéry - Montpellier 3. Le chantier est dirigé par Claude Traunecker (université de Strasbourg) et par Isabelle Régen (co-directrice, Université Paul-Valéry - Montpellier 3).

### Fouilles
Un nouveau projet de fouille, est conduit depuis 2017 par la mission archéologique française dans l'Assassif (IFAO, Université Strasbourg-II, CNRS, sous la supervision du Conseil suprême des Antiquités égyptiennes). Il a révélé en 2018 et en 2019 la présence d'un gisement archéologique important pour l'histoire du début de la XVIIIe dynastie à l'intérieur de l'enceinte de Padiamenopé. Nouvelle campagne de travaux et d'études, d'octobre à décembre 2024, dirigées par Frédéric Colin (Université Strasbourg-II, UMR 7044 Archimède).